# Renato Paiva
Renato Manuel Alves Paiva (Pedrógão Pequeno, 22 maart 1970) is een Portugees voetbalcoach.

## Carrière
Paiva was van 2004 tot 2020 werkzaam bij SL Benfica. Hij begon er als assistent-trainer bij de Juvenil B, ging in het seizoen 2006/07 aan de slag als trainer van de –14, en groeide via de –16, de –17 en de –19 uiteindelijk uit tot trainer van het B-elftal van de club in de Segunda Liga. In januari 2019 nam hij bij Benfica B het roer over van Bruno Lage, die een kans kreeg als trainer van het eerste elftal. Paiva parkeerde het team op een vierde plaats in de competitie. In het seizoen 2019/20 stond Benfica B veertiende toen de competitie in maart vroegtijdig werd stopgezet vanwege de coronapandemie. Paiva werkte bij Benfica samen met onder andere Bernardo Silva, João Cancelo, Renato Sanches, Rúben Dias, João Félix, Gonçalo Guedes, Tiago Dantas, Florentino Luís en Jota.
In december 2020 koos Paiva voor een avontuur bij de Ecuadoriaanse eersteklasser CSD Independiente del Valle. In het seizoen 2021 eindigde hij met de club derde in het eerste deel van de competitie, op zeven punten van Club Sport Emelec en op vier punten van Barcelona SC). Het tweede deel van de competitie werd gewonnen door Independiente del Valle, waardoor de club in december 2021 mocht deelnemen aan de finalewedstrijden tegen Club Sport Emelec. Independiente del Valle won de heenwedstrijd met 3-1 en speelde in de terugwedstrijd 1-1 gelijk, waardoor de club zich voor het eerst tot landskampioen mocht kronen.
In het seizoen 2022 eindigde Independiente del Valle in het eerste deel van de competitie als vierde, op drie punten van Barcelona SC en twee punten van CD Universidad Católica del Ecuador en LDU Quito. Het tweede deel van de competitie maakte Paiva niet meer mee, want in mei 2022 stapte de Portugees over naar de Mexicaanse eersteklasser Club León.

## Erelijst

### Als trainer
| Campeonato Ecuatoriano de Fútbol | 1x | 2021 |